# Nicolas-Charles Bochsa
Robert Nicolas-Charles Bochsa (Montmédy, Meuse, Franciaország, 1789. augusztus 9. – Sydney, Ausztrália, 1856. január 6.) francia hárfás, zeneszerző, karmester, zeneműkiadó és színházigazgató.

## Élete
Örökölt zenei tehetségének köszönhetően pályáján gyors sikerekkel indult. Apja, a Csehországból betelepült Karl Bochsa oboás hétéves korától tanította oboázni és zongorázni. 1807-ben felvételt nyert a Párizsi Konzervatóriumba (Conservatoire de Paris), ahol Charles Simon Catel összhangzatra, Étienne Nicolas Méhul zeneszerzésre, Marin és François Joseph Naderman, a neves hárfás dinasztia tagjai pedig hárfázni tanította. Iskoláit kiválóan végezhette el, amit az bizonyít, hogy 1812-ben Napóleontól első díjat kapott. Ezt később XVIII. Lajos is megerősítette. A rákövetkező évben a Császári Zenekar (Imperial Orchestra) hárfása lett és az Opéra Comique számára operákat kezdett írni.
1812-ben feleségül vette du Crest márki lányát. Georgette Ducrest a híres író és hárfaművésznő, Madame de Genlis unokahúga volt. Bochsa a házassággal nemcsak főúri kapcsolatokat szerzett, de egyúttal a legmagasabb művészeti-kulturális körökbe is bekerült. Feleségétől két gyermeke született.
1817-ben azonban pályája derékba tört. Mivel kedvelte a luxust, híres zenészektől (Berton, Méhul, Boieldieu, Nicolò) és befolyásos nemesektől (Decazes gróftól, Wellington hercegétől) hamis váltók alapján nagyobb kölcsönöket vett fel, amelyeket nem tudott visszafizetni. Bochsa az ellene indított büntetőeljárás elől Angliába menekült, és az esküdtbíróság a távollétében 1818. február 17-én tizenkét év kényszermunkára és 4000 frank pénzbírságra ítélte. Családjával kapcsolata megszakadt, és nem tért vissza többé Franciaországba.
Angliában kezdetben alkalmi hárfaoktatásból élt. A még szinte gyermek Elias Parish Alvars-t, a későbbi európai hírű angol hárfavirtuózt is tanította. 1821-ben hárfa-professzori kinevezést kapott a Királyi Zeneakadémiára (Royal Academy of Music), ahová az éppen elszegényedő, de tehetséges Alvars-t is magával vitte úgy, hogy ösztöndíjat szerzett neki. 1826-ban lemondani kényszerült állásáról, mert francia elítélésére fény derült. Ekkor a londoni Király Színház (King’s Theatre) zenei igazgatója lett 6 évre (1827–1833), valamivel később pedig a londoni Olasz Operaház (Italian Opera House) karnagya lett. (A színház mai neve 1842 óta Her Majesty’s Theatre).
1839-ben újabb botrányokba keveredett. Előbb azzal vádolták, hogy bigámiát követett el, amikor feleségül vette egy híres kurtizán húgát, Amy Wilsont anélkül, hogy elvált volna első feleségétől. Nem sokra rá pedig megszöktette Anna Rivière-Bishop operaénekesnőt, aki az „angol Mozartnak” is nevezett Henry Rowley Bishop zeneszerző felesége és három gyermekének édesanyja volt. A pár ezt követően Európa, Amerika és Ausztrália útjait járta, számtalan koncertet adva mindenütt. Megfordultak Dánia, Svédország, Oroszország, Ausztria és Magyarország koncerttermeiben, majd egy újabb út során Belgiumban, Svájcban és Hollandiában is. Nápolyban 1843 és 1845 között Bochsa a Királyi Operaház (Regio Teatro San Carlo) igazgatója volt, társulatával két év alatt több, mint húsz operát adott elő háromszáz alkalommal.
1855 decemberében, az aranyláz idején érkezett Sydneybe. Mindössze egy koncertet adott, majd hamarosan elhunyt. A Camperdown temetőben nyugszik. Anna egy különös síremléket rendelt neki, sokféle szimbólummal és egy fekvő hárfával.

## Bochsa Magyarországon
Élettársával, Anna Bishoppal 1842 közepén koncerteztek Magyarországon. Az útról a korabeli magyar lapok, többek között a Hírnök, az Athenaeum, a Jelenkor, a Világ és a Pesti Hírlap is beszámolt. Május 7-én, 10-én és 12-én Pozsonyban, május 25-én, 28-án és június 8-án Pesten léptek fel.
A koncerteken Bochsa saját és mások szerzeményeit játszotta vagy a közönség által kért témákra improvizált, pl. a Preghiera, a Don Juan, a Sonnambula és a Norma  dallamaira. A koncertek előtt Pesten Kisfaludy Károly és August von Kotzebue egyfelvonásos vígjátékait adták elő a kor olyan neves színészei, mint Szentpéteri Zsigmond, Megyeri Károly és Bartha János. Az előadások felemelt helyárakkal mentek.
Utolsó pozsonyi koncertjük bevételét egy pozsonyszőlősi (vajnory-i) tűzvész károsultjainak megsegítésére ajánlották fel. E koncerten a műkedvelő énekes, Erba-Odeschalchi Eleonora márkinő, a neves Odescalchi család tagja is fellépett. Pozsonnyal ellentétben Pesten néhány hírlapi kritikus szájára vette Bochsa játékát, annak ellenére, hogy pedálhárfán játszó muzsikust csak ritkán lehetett Pesten látni, akárcsak újszerű, aranyozott hangszerét. A Pesti Hírlap egy másik botrányt is kirobbantott a pár körül, de más újságok megvédték a zenészeket. Az eset mögött az állt, hogy Bochsáék 10 Ft-ot akartak az újságnak fizetni reklám gyanánt, amit az újságíró megvesztegetésnek vélt.

## Értékelése
Bár a 19. században rendkívül ismert és népszerű szerző, illetve hárfaművész volt, ám balettjei, vígoperái és oratóriumai mára feledésbe merültek. Ennek oka sokak szerint az, hogy bűncselekményei miatt Franciaországban sokáig nem lehetett színpadra állítani vagy kiadni ezeket. A hárfások máig használják etűdjeit és hárfagyakorlatait, a körükben elismert és kedvelt szerző. Magyarországon néhány darabja zeneiskolai tananyag.